# Chiesa del Santo Spirito (Vilnius)
La chiesa del Santo Spirito è un edificio religioso situato a Vilnius, in Lituania: realizzata secondo i canoni del tardo barocco, vanta una cupola che si staglia nel panorama del centro storico ed è visibile dalle vie circostanti.

## Storia

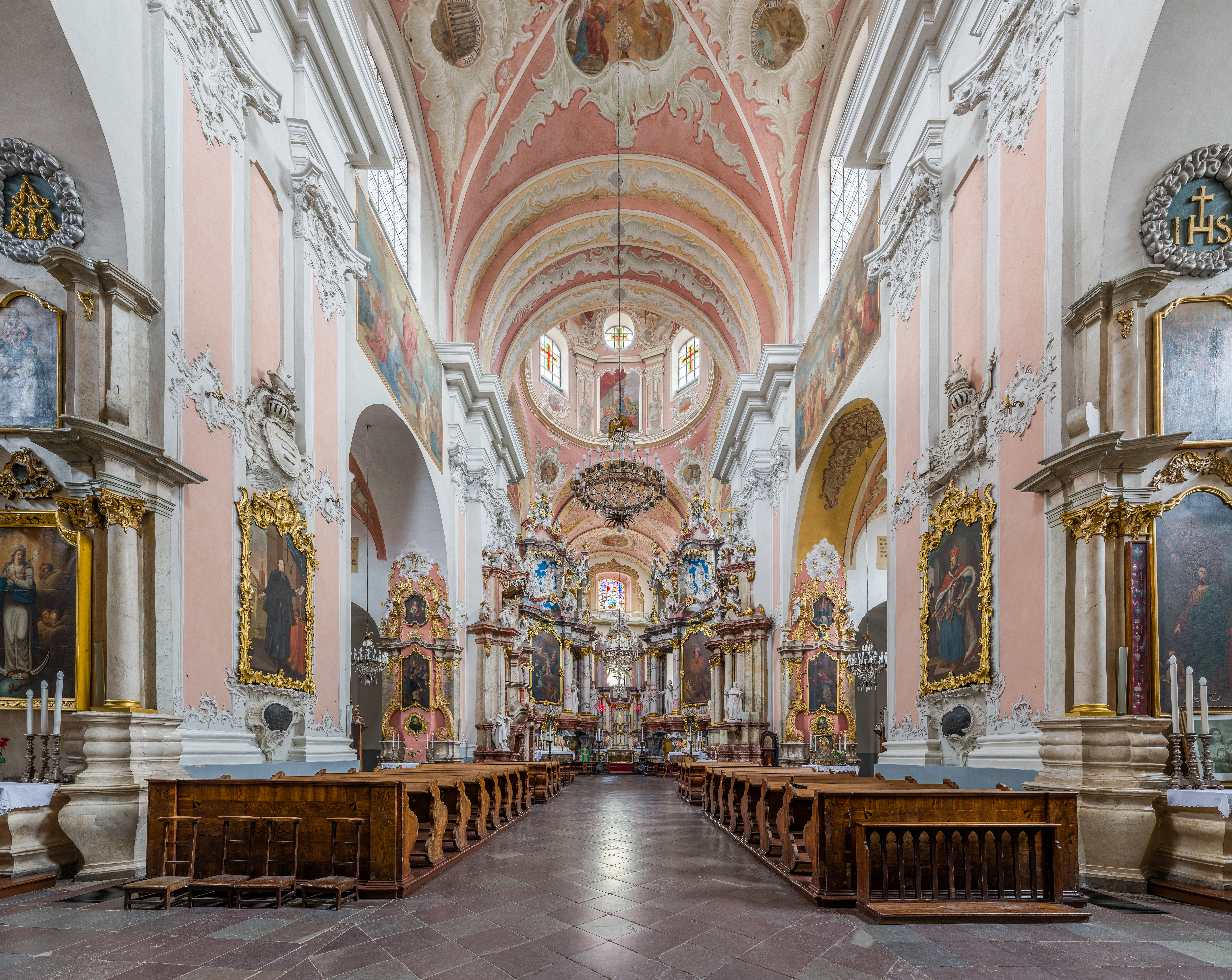
Interni della chiesa

Si pensa che già ai tempi di Gediminas vi fosse una piccola chiesa, probabilmente in legno. Nel 1408 circa Vitoldo costruì la chiesa dello Spirito Santo che andò in seguito ampliata. Nel 1501 Alessandro Jagellone lo donò al monastero domenicano, il più antico della Lituania, che nel 1679-88 fu ampliato e ricostruito. Di quel periodo sopravvivono le mura della chiesa, mentre l'arredamento interno fu realizzato nel 1749-1770 e la cupola affrontò dei lavori di restauro nel 1752-1760. Nel 1844 le autorità zariste chiusero il monastero e la chiesa divenne parrocchiale. Oggi serve la comunità polacca di Vilnius.
Su via Šv. Ignoto fu fondato un monastero domenicano nel 1501. Come molti altri edifici, questo monastero fu convertito in una prigione dalle autorità zariste nel 1807. Costituì un luogo di prigionia per molti patrioti lituani, nello specifico i Filareti, i quali parteciparono alle rivolte del 1831 e del 1863.

## Architettura

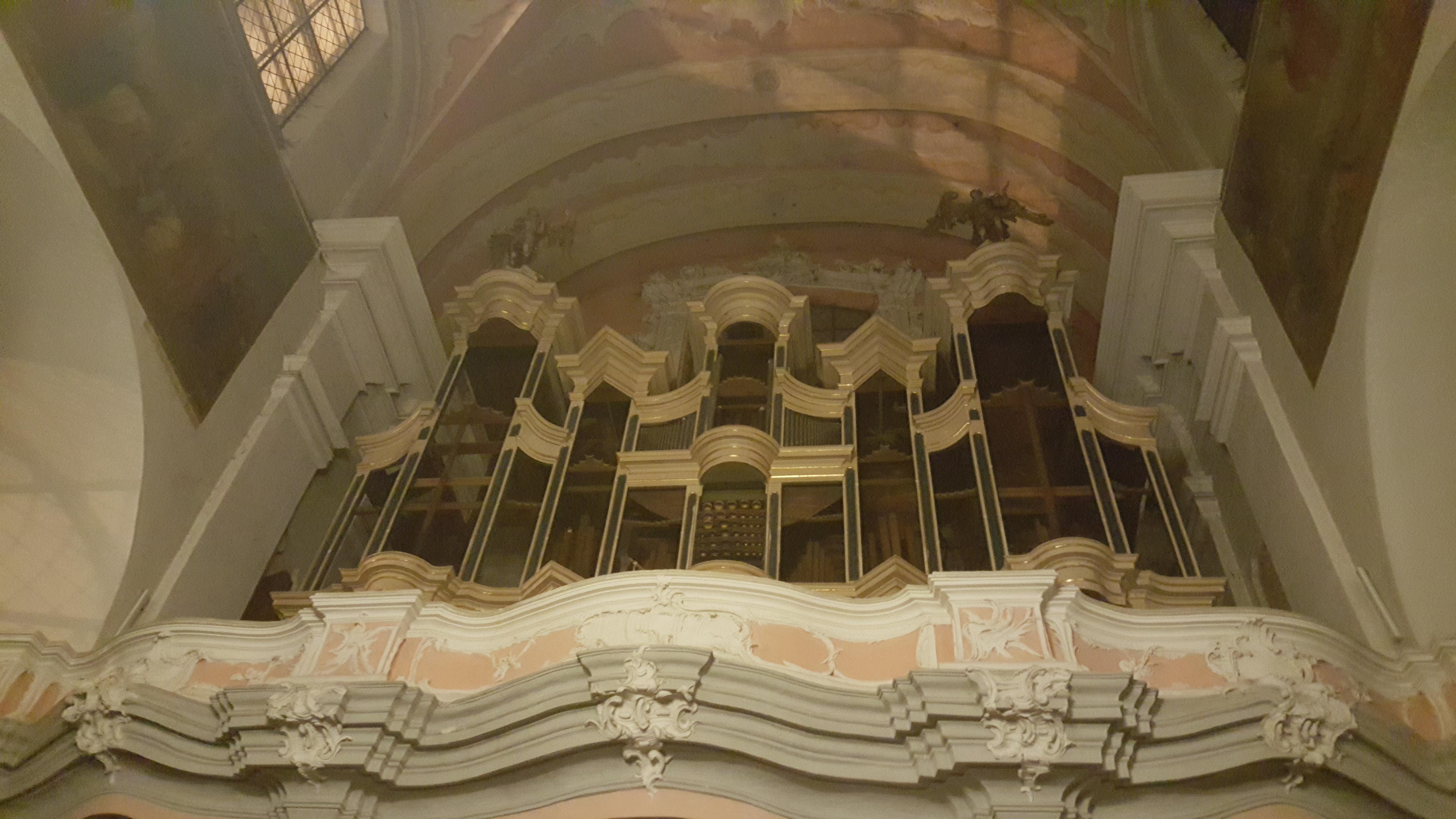
Organo

La chiesa si trova lateralmente rispetto alla strada e non ha una facciata principale ben disegnata. L'altezza, inclusa la cupola, è di 51 m. La parte inferiore della facciata (con piccole torri gemelle) è ricoperta da edifici conventuali e l'esterno presenta caratteristiche architettoniche tipiche del tardo barocco. Celebre per i fantasiosi ornamenti rococò, l'interno della chiesa è tra i più celebri della Lituania per via dei cartigli con vari stemmi e affreschi lungo la navata: vi sono 16 altari nella chiesa. Gli altari e il pulpito sono assai decorati con sculture e ornamenti rotondi e in rilievo. Tra gli affreschi barocchi, si pensi alla composizione multi-figurale intitolata Apoteosi dello Spirito Santo (neobarocco, XIX secolo) nella cupola, 45 dipinti nella chiesa (tra cui un'immagine di Santa Barbara con un'ambientazione del XVII o XVIII secolo, una di Santa Caterina da Siena in stile rococò di Szymon Czechowicz, un ritratto di Alessandro Jagellone di un artista sconosciuto della seconda metà del XVIII secolo).

## Cripta
Un ingresso sotto l'altare conduce alle grandi volte, labirintiche, con molte stanze e cripte: i sotterranei ospitano i resti di centinaia di residenti di Vilnius, alcuni dei quali mummificatisi naturalmente, e sono circondati da leggende metropolitane. Sebbene l'esistenza dei sotterranei fosse nota, i primi sforzi per esplorare e mappare le cripte furono abbandonate nonostante lo sforzo degli studenti dell'Università di Vilnius negli anni '30. Tuttavia, questi ultimi non avevano osservato le corrette procedure archeologiche e causarono infatti molti danni: il modus operandi prevedeva lo smistamento delle ossa ponendo tutti i teschi sugli scaffali e rimuovendoli le tombe. Da allora, i resti sono stati spostati molte volte lasciandoli in uno stato casuale e disorganizzato. Stando alle leggende che aleggiano sul luogo, i resti sarebbero di soldati francesi recatisi in città nel corso della campagna di Russia del 1812 avviata da Napoleone Bonaparte, di vittime dell'Inquisizione o della peste nera. Più romantiche risultano le affermazioni di chi sostiene che i corridoi sotterranei facevano parte di una rete di passaggi più ampia che consentiva agli amanti leggendari Barbara Radziwiłł e Sigismondo II Augusto di incontrarsi in segreto.
Nel 2011, gli antropologi dell'Università di Vilnius, guidati da Rimantas Jankauskas, avviarono uno studio sui corpi mummificati, stimando settimane dopo che le volte conservassero i resti di circa 600 persone, tra cui molte donne e bambini dalla metà del XVIII secolo all'inizio del XIX secolo. Il team ha selezionato i cadaveri meglio conservati e ha eseguito la loro tomografia. I risultati mostrano che molte persone erano in sovrappeso e avevano l'alluce valgo, il che ha portato alla conclusione che si trattava di alti borghesi o comunque di cittadini abbienti.